# 99 Pułk Artylerii Obrony Przeciwlotniczej
99 Pułk Artylerii Obrony Przeciwlotniczej (99 pa OPL) – oddział artylerii przeciwlotniczej ludowego Wojska Polskiego.

## Formowanie i zmiany organizacyjne
Pułk został sformowany w 1952 roku, w garnizonie Ząbkowice Śląskie, jako jednostka artylerii przeciwlotniczej małego kalibru, na podstawie rozkazu Nr 0043/Org. Ministra Obrony Narodowej z dnia 17 maja 1951 roku. Początkowo pułk wchodził w skład 7 Korpusu Artylerii Obrony Przeciwlotniczej, a następnie 15 DAPlot.
W 1957 roku pułk został wyłączony ze składu Wojsk Lotniczych i Obrony Powietrznej Kraju, przeformowany w 111 dywizjon artylerii przeciwlotniczej i podporządkowany dowódcy 2 Warszawskiej Dywizji Zmechanizowanej. W 1967 roku dywizjon został przeformowany w 99 pułk artylerii przeciwlotniczej.
W 1989 roku pułk został przeformowany w 99 Ośrodek Materiałowo-Techniczny.
W 1990 roku tradycje, nazwę i numer 99 paplot przejął 75 pułk artylerii przeciwlotniczej z Rogowa.

## Struktura organizacyjna pułku w 1952 roku
Dowództwo i sztab
- pluton dowodzenia
- bateria szkolna

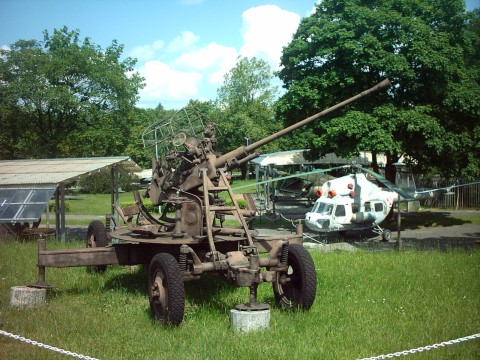
37 mm armata plot wz. 1939

- 4 baterie artylerii przeciwlotniczej
  - drużyna dowodzenia
  - 3 plutony ogniowe

Stan etatowy liczył 459 żołnierzy. Na uzbrojeniu jednostki znajdowało się dwadzieścia sześć 37 mm armat plot wz. 1939 i szesnaście dalmierzy.